# 마귀 - 파발, 지옥을 달리다
《마귀 - 파발, 지옥을 달리다》는 2013년 10월 23일에 방영한 KBS 드라마 스페셜이다. 2012년 TV 단막극 극본 공모 최우수 당선작이다.

## 줄거리
조선시대 병자호란을 배경으로 말(馬)에 능통한 두 인물을 배경으로 펼쳐지는 드라마다.
문복은 병자호란 때 남한산성 밖으로 어명을 전달하려다가 실패하고 다리까지 다쳐서 절뚝거리며 걷게 된 팔자다. 거기다 지금은 노름판을 전전하는 폐인이 되어, 한때 동료였던 고리사채업자 강개에에게 빚지는 바람에 딸마저 빼앗길 판국이다. 이때 문복은 자기가 모셨던 임경업 장군의 딸 서연을 만나 파발꾼 노릇을 다시 해달라는 제안을 받게 된다.

## 등장 인물

### 주요 인물
- 유오성 : 문복 역

전설의 파발꾼. 말을 잘 탄다 하여 말귀신, 마귀라고 불렸었으나, 지금은 노름판을 전전하며 살아가고 있다.
- 이대연 : 강개 역

문복의 숙명적 라이벌. 문복과 함께 파발꾼이었으나 지금은 사채업자로 살며 문복을 위협한다.
- 김영재 : 김익 역

김자점의 아들. 봉림대군이 북벌을 꾀한다는 얘기를 듣고 그것을 역모로 간주하여 이를 실현시키려는 문복을 막으려고 한다.
- 이채영 : 서연 역

임경업 장군의 딸. 김자점에게 복수를 꿈꾼다.
- 안지현 : 춘길 역

문복의 딸. 노름판만 전전하는 아비가 안쓰럽다. 강개에게 잡혀간다.
- 정수영 : 마포댁 역

문복을 짝사랑하는 저잣거리 주모.
- 박수영 : 공씨 역

문복의 친구. 활자를 보면 필적을 감별해 내는 재주꾼.
- 엄태구 : 경출 역

제2의 마귀를 꿈꾸는 파발꾼. 문복을 쫓는다.

### 그 외 인물
- 이승주 : 봉림대군 역
- 방형주
- 서현우 : 호위무사 역
- 조재윤
- 김대성
- 이병식 : 지천 최명길 역
- 장대웅
- 지성근
- 윤이현
- 정성우
- 마광현
- 원웅재
- 신원우

### 특별출연
- 김진태 : 김상헌 역

봉림대군의 신하. 문복에게 어명을 전달한다.

## 시청률
- 전국 시청률 : 4.4%[2]

## 수상
- 2013년 KBS 연기대상 연작·단막극상 - 유오성